# Špagetová mísa
Efekt misky špaget (anglicky Spaghetti bowl effect), které se do sebe beznadějně zamotají, charakterizuje překrývání participujících členů a dílčích aktivit několika integračních projektů. Pro situaci, v níž jednotlivá uskupení a aktéři sdílejí podobné cíle, ale nejsou schopni koordinace či dokonce odmítají spolupráci mezi sebou, vznikla metafora – miska špaget.
Velký počet různách dílčích dohod na regionální úrovni s cílem vytvoření zón volného obchodu je v rozporu s logikou ekonomické efektivnosti a v konečném důsledku je kontraproduktivní - rozdrobují se zdroje jednotlivých členů a tvoří se konkurenční prostředí tam, kde jich není zapotřebí. 

## Příklady efektu "misky špaget" v Africe
Příkladem "misky špaget" může být vytvoření koridoru Platinum SDI, ve kterém vznikly letištní uzly Fickon, Johannesburg, Mahikeng a Bloemcom. Letiště si navzájem konkurují a jejich dopravní kapacita převyšuje potřeby iniciativy. 
Členské státy nejsou schopné plnit závazky, některé si dokonce odporují a jsou neslučitelné. Například uvalení cla na obchod mezi Keňou a Zambií, podle SADC 5%, ale podle COMESA je obchod mezi těmito státy bezcelní . 
Souběh podobných cílů má vliv i na samotná společenství. Například ECOWAS nemohlo v roce 2000 splnit závazek společné africké měny z roku 1987 a to díky jiné organizaci, UEMOA.
COMESA v posledních letech trpí odlivem členů, a to díky obnovení Východoafrického společenství, které své členy váže k sobě těsněji. Některé organizace sdružují antagonisty, jako například Mezivládní úřad pro rozvoj (IGAD), jehož členem je jak Eritrea, tak Etiopie, které mezi sebou měly konflikt v letech 1998-2000 . Funkčnost úřadu nepodporují ani vzájemná obvinění mezi členy z podpory protivládních organizací.
Překážek, které dodnes brání integraci, je celá řada. Některé státy lpí na nefunkčních uskupeních, jejichž prostřednictvím mohou v regionu prosazovat své zájmy. Členské země se potýkají i s chabou platební morálkou týkající se členských příspěvků a poplatků, zajištěním dostatečného množství byrokracie či již zmíněný historický antagonismus. Na jedné straně státy upouštějí od cel, na druhé straně vzápětí přicházejí s netarifními omezeními jako jsou dovozní kvóty, licence, daně z devizových výměn, apod. 
K velké racionalizaci na úroveň pouze 8 regionálních integračních uskupení se zavázala Africká unie v Abujské smlouvě. Ačkoliv se jednání táhnou možná až desítky let, k jistému pokroku přece jen došlo. V říjnu roku 2008 se dohodla společenství SADC, COMESA a EAC na vzniku Africké zóny volného obchodu (AFTZ), jež by mohla v budoucnu zahrnovat až polovinu afrických států.
K racionalizaci integrace v Africe mělo dojít skrze sjednocená obchodní pravidla a odstranění celních bariér. Dále pak mělo dojít k propojení národních trhů a vytvoření ekonomické integrace, která měla zajistit ekonomický růst členů.